# Sprawca Gwiazd
Sprawca Gwiazd (tyt. oryg. Star Maker) – brytyjska powieść fantastycznonaukowa autorstwa Olafa Stapledona, po raz pierwszy wydana przez Methuen Publishing w 1937. Polskie wydanie ukazało się w 2022 nakładem Fundacji Nowoczesna Polska i udostępniona w serwisie Wolne Lektury na Licencji Wolnej Sztuki. Miesiąc później powieść ukazała się pod tytułem Stwórca Gwiazd nakładem wydawnictwa Stalker Books. W obydwu przypadkach tłumaczył ją Paweł Dembowski. W 2024 ukazało się tłumaczenie Macieja Świerkockiego Twórca gwiazd.

## Fabuła
Utwór opowiada historię życia we Wszechświecie na przestrzeni miliardów lat. Porusza tematy filozoficzne, takie jak istota życia, narodziny, rozkład, śmierć oraz związek między stworzeniem a jego twórcą. Pojawia się w niej również motyw tzw. galaktycznego umysłu. Celem takiej istoty jest kontakt z tytułowym sprawcą gwiazd, istotą najwyższą, Bogiem.

## Odbiór
Arthur C. Clarke uważał, że ta powieść to najprawdopodobniej najpotężniejsze dzieło wyobraźni, jakie kiedykolwiek napisano, a Brian W. Aldiss nazwał ją jedyną wielką świętą księgą science-fiction. 